# Enchanted Arms
Enchanted Arms (känt som [eM] -eNCHANT arM- i Japan) är ett science fantasy-rollspel, utvecklat och utgivet i Japan av From Software. Det släpptes till Xbox 360 2006 och till Playstation 3 2007. Spelet skulle ha släppts i samband med att Xbox 360 nådde marknaden i Japan, men leveransdatumet för spelet sköts av From Software upp till 12 januari 2006. Ubisoft distribuerade spelet i Nordamerika och i Europa.